# Liste der Monuments historiques in Brières-les-Scellés
Die Liste der Monuments historiques in Brières-les-Scellés führt die Monuments historiques in der französischen Gemeinde Brières-les-Scellés auf.

## Liste der Bauwerke
| Bezeichnung       | Beschreibung | Standort | Kennzeichnung | Schutzstatus | Datum | Bild           |
| ----------------- | ------------ | -------- | ------------- | ------------ | ----- | -------------- |
| Kirche St-Quentin |              | (Lage)   | PA00087833    | Inscrit      | 1926  | weitere Bilder |

## Liste der Objekte

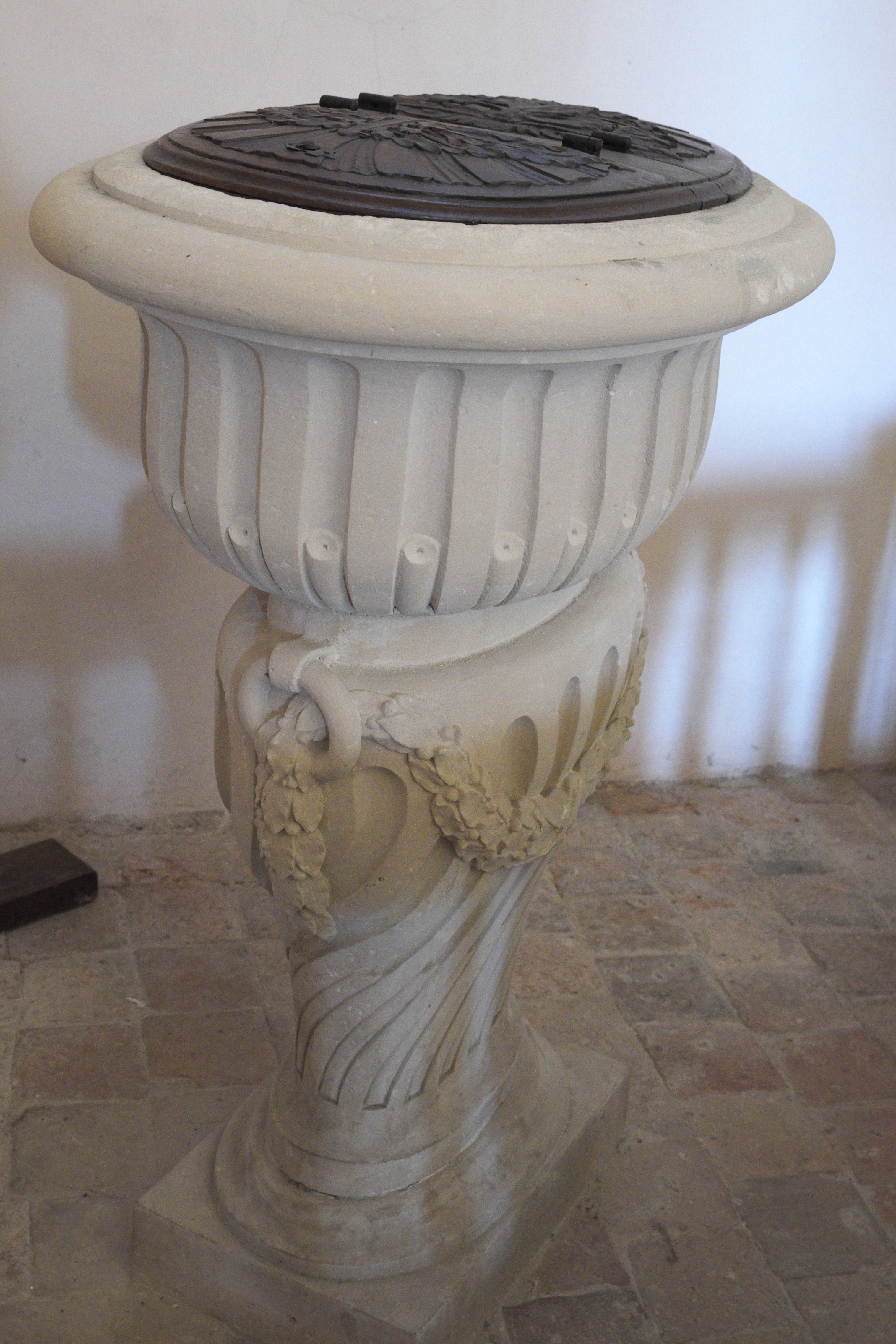
Taufbecken in der Kirche St-Quentin

- Monuments historiques (Objekte) in Brières-les-Scellés in der Base Palissy des französischen Kultusministeriums